# Riesenmeerschweinchen
Das Riesenmeerschweinchen (Cavia magna) ist eine Art aus der Gattung der Eigentlichen Meerschweinchen (Cavia). Die Tiere kommen im Südosten Brasiliens und im Osten Uruguays vor.

## Merkmale

### Allgemeine Merkmale
Das Riesenmeerschweinchen hat eine Kopf-Rumpf-Länge von 22,0 bis 34,5 Zentimetern bei einem Gewicht von 440 bis 840 Gramm. Die Ohrlänge beträgt etwa 22 bis 32 Millimeter, die Hinterfußlänge 46 bis 57 Millimeter. Es ist damit die größte Art in der Gattung. Das Fell ist agouti mit dunklen Streifen über den Rücken, die am Kopf und auf der Rückenmitte am dunkelsten sind. Die Bauchseite ist rotbraun. Zwischen den Zehen besitzen die Tiere Membranen zur Vergrößerung der Auftrittsfläche.

### Merkmale des Schädels und Gebiss
| 1 | · | 0 | · | 1 | · | 3 | = 20 |
| 1 | · | 0 | · | 1 | · | 3 | = 20 |

Die Tiere besitzen wie alle Arten der Gattung ein typisches Nagetiergebiss mit zu Nagezähnen umgewandelten Schneidezähnen (Incisivi) und eine darauf folgende Zahnlücke (Diastema). Sowohl im Oberkiefer als auch im Unterkiefer folgen pro Hälfte je ein Prämolar sowie drei Molaren. Insgesamt verfügen die Tiere damit wie alle Meerschweinchen über ein Gebiss aus 20 Zähnen. Die Zähne sind weiß gefärbt, hypsodont und nach vorne zusammenlaufend. Die Zahnkronen sind prismatisch und die Zähne wachsen zeitlebens nach.

### Genetische Merkmale
Sie haben einen Karyotyp mit einem diploiden Chromosomensatz von 64 oder 62 Chromosomen und sind damit die einzige bekannte Art der Gattung mit variierender Chromosomenzahl. Tiere aus der Region Tramandaí wiesen dabei bei Untersuchungen im Jahr 1979 64 Chromosomen auf, bei Tieren von der Insel Ilha dos Marinheiros wurden 2012 dagegen nur 62 Chromosomen festgestellt. Der Karyotyp dieser Tiere veränderte sich durch chromosomale Inversionen oder alternativ durch Veränderungen des Heterochromatingehalts und durch Robertson-Translokationen soweit, dass zwei Chromosomen weniger vorhanden sind. Dadurch entspricht der Karyotyp der Inselpopulation teilweise dem des Santa-Catarina-Meerschweinchens (Cavia intermedia) mit ebenfalls nur 62 Chromosomen.

## Verbreitung

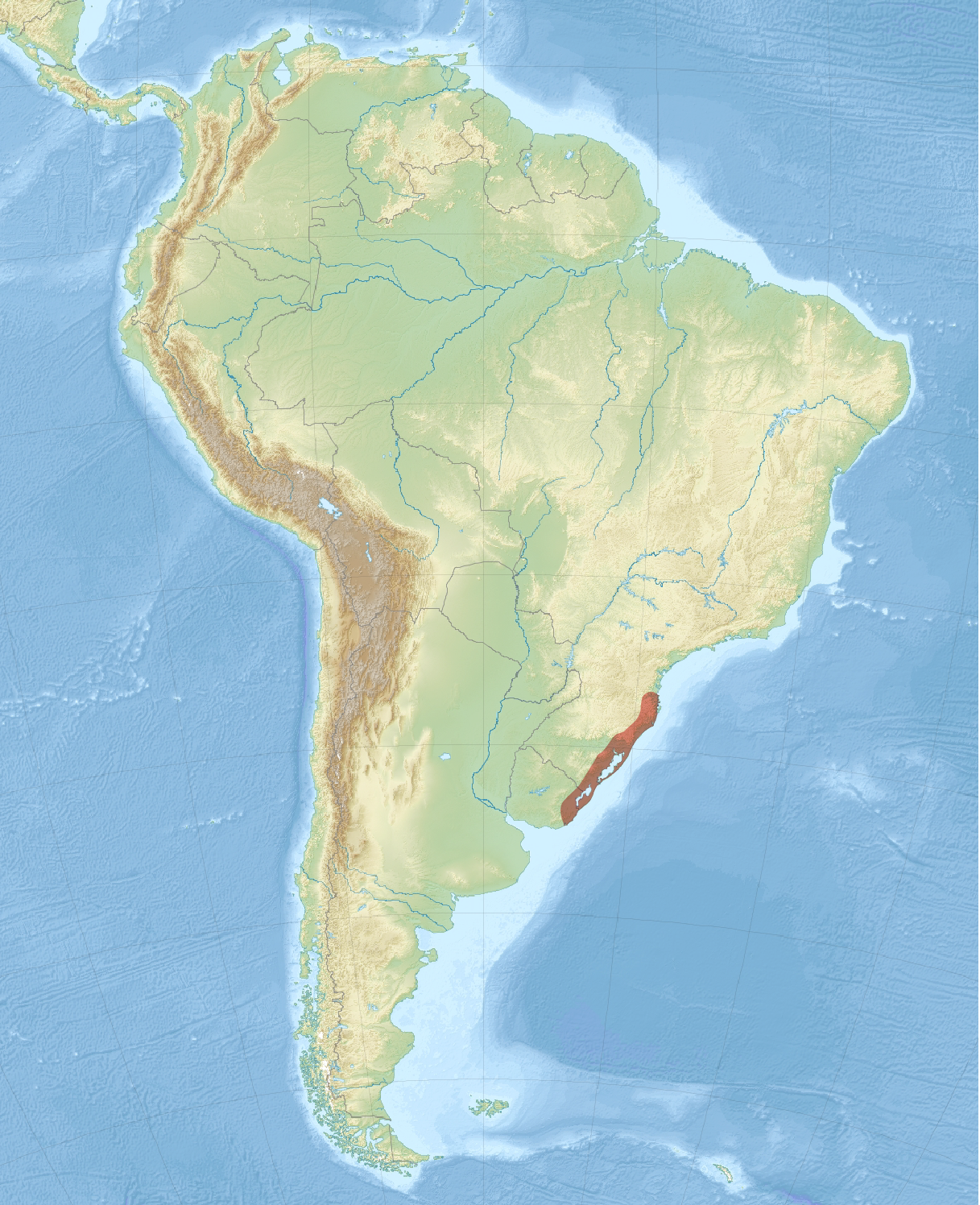
Verbreitungsgebiet des Riesenmeerschweinchens

Die Typlokalität der Art ist das Umland der Küstenstadt Tramandaí im Bundesstaat Rio Grande do Sul im Süden Brasiliens. Nachgewiesen ist die Art in den brasilianischen Bundesstaaten Rio Grande do Sul und Santa Catarina sowie im benachbarten Departamento Rocha in Uruguay.

## Lebensweise
Über die Lebensweise des Riesenmeerschweinchens liegen nur wenige Informationen vor. Es lebt in vegetationsreichen Feuchtgebieten und Sumpfland im Bereich der brasilianischen Küste. Die Tiere bilden teilweise komplexe Gangsysteme in der Vegetation. Sie sind Pflanzenfresser und ernähren sich von Gräsern und Wasserpflanzen. Sie sind über das gesamte Jahr aktiv und wahrscheinlich vor allem tagaktiv.
Die Territorien der Männchen sind mit durchschnittlich fast 12.000 m² relativ groß, die der Weibchen sind mit durchschnittlich 7.600 m² nur etwas mehr als halb so groß. Die Territorien benachbarter Tiere sind dabei überlappend und es gibt keine Hinweise auf Territorialverhalten zwischen den Tieren. Sie sind Einzelgänger und bilden keine festen Paare, das Geschlechtsverhalten ist promiskuitiv.
Die Fortpflanzung erfolgt überwiegend saisonal und die Weibchen können bis zu drei Würfe pro Jahr haben. Die Hauptgeburtszeit beginnt Ende September und zieht sich witterungsabhängig bis zum Mai des Folgejahres. Die Tragzeit beträgt etwa 64 Tage und die Jungtiere sind bei der Geburt bereits sehr weit entwickelt. Wie bei anderen Arten der Gattung kommen sie mit offenen Augen und voller Behaarung zur Welt, sind innerhalb weniger Stunden nach der Geburt mobil und nehmen bereits in den ersten Lebenstagen feste Nahrung zu sich, dabei wiegen sie bei der Geburt bereits etwa 18 % der mütterlichen Masse. Geschlechtsreif sind die Weibchen nach etwa 30 bis 45 Tagen.

## Systematik
Das Riesenmeerschweinchen wird als eigenständige Art innerhalb der Gattung Cavia  eingeordnet. Die wissenschaftliche Erstbeschreibung stammt von dem brasilianischen Zoologen Alfredo Ximénez aus dem Jahr 1980.
Auf der Basis einer Analyse molekularbiologischer Merkmale wurde das Riesenmeerschweinchen in einer Revision der Verwandtschaftsverhältnisse innerhalb der Gattung Cavia durch Jonathan L. Dunnum und Jorge Salazar-Bravo als ursprünglichste Art und wahrscheinlich Schwesterart aller anderen Arten der Gattung identifiziert.  Das Santa-Catarina-Meerschweinchen wurde in dieser Arbeit nicht berücksichtigt, eine nahe Verwandtschaft mit dem Riesenmeerschweinchen wurde jedoch angenommen. 2016 ordnete Thomas E. Lacher, Jr. das Santa-Catarina-Meerschweinchen als Schwesterart des Riesenmeerschweinchens ein und stellte diese dem Taxon aus den restlichen Arten mit dem Gemeinen Meerschweinchen als ursprünglichster Art gegenüber. Damit folgt er der Erstbeschreibung des Santa-Catarina-Meerschweinchens, die eine Artbildung durch eine Separation nach einem steigenden Meeresspiegel vor etwa 8000 Jahren annahm sowie den Ergebnissen zur Chromosomenzahl, die die nahe Verwandtschaft untermauern.
Innerhalb der Art werden keine Unterarten beschrieben.

## Gefährdung und Schutz
Die Art wird von der International Union for Conservation of Nature and Natural Resources (IUCN) als nicht gefährdet (Least concern) gelistet. Begründet wird dies mit dem verhältnismäßig großen Verbreitungsgebiet von mehr als 20.000 km² und den angenommen großen und stabilen Beständen. Als bestandsgefährdende Risiken werden vor allem Brände und die Ausweitung von Weideflächen angesehen.

## Belege
1. 1 2 3 4 5 6 7 8 9 10 11  
Greater Guinea Pig. In: T.E. Lacher jr: Family Caviidae In: Don E. Wilson, T.E. Lacher, Jr., Russell A. Mittermeier (Herausgeber): Handbook of the Mammals of the World: Lagomorphs and Rodents 1. (HMW, Band 6) Lynx Edicions, Barcelona 2016, S. 434. ISBN 978-84-941892-3-4.
2. 1 2 3 4 5  
Jonathan L. Dunnum: Cavia magna Ximénez, 1980 In: James L. Patton, Ulyses F.J. Pardinas, Guillermo D’Elía (Hrsg.): Mammals of South America, Volume 2 – Rodents. The University of Chicago Press, Chicago 2015; S. 698–699. ISBN 978-0-226-16957-6.
3. 1 2  
„Morphological Aspects“ In: Thomas E. Lacher, Jr.: Family Caviidae In: Don E. Wilson, T.E. Lacher, Jr., Russell A. Mittermeier (Hrsg.): Handbook of the Mammals of the World: Lagomorphs and Rodents 1. (HMW, Band 6) Lynx Edicions, Barcelona 2016, S. 406–411.
4. 1 2 3  
Systematics. In: Thomas E. Lacher, Jr.: Family Caviidae In: Don E. Wilson, T.E. Lacher, Jr., Russell A. Mittermeier (Herausgeber): Handbook of the Mammals of the World: Lagomorphs and Rodents 1. (HMW, Band 6) Lynx Edicions, Barcelona 2016, S. 406–407. ISBN 978-84-941892-3-4.
5. 1 2  Adriana Gava, Maurício B. dos Santos & Fernando M. Quintela: A new karyotype for Cavia magna (Rodentia: Caviidae) from an estuarine island and C. aperea from adjacent mainland. Acta Theriologica 57, 2012; S. 9–14. doi:10.1007/s13364-011-0042-0.
6. 1 2  A. Gava, T.R.O. Freitas, J. Olimpio: A new karyotype for the genus Cavia from a southern island of Brazil (Rodentia— Caviidae). Genetics and Molecular Biology 21, 1998; S. 77–80. doi:10.1590/S1415-47571998000100013, Volltext.
7. 1 2 3  Cornelia Kraus, Fritz Trillmich, Joachim Künkele: Reproduction and Growth in a Precocial Small Mammal, Cavia Magna. Journal of Mammalogy 86 (4), 22 August 2005; S. 763–772. Abstract
8. 1 2  Jonathan L. Dunnum, Jorge Salazar-Bravo: Molecular systematics, taxonomy and biogeography of the genus Cavia (Rodentia: Caviidae). Journal of Zoological Systematics and Evolutionary Research 48 (4), 2010; S. 376–388.doi:10.1111/j.1439-0469.2009.00561.x
9. 1 2  
Cavia magna. In: Don E. Wilson, DeeAnn M. Reeder (Hrsg.): Mammal Species of the World. A taxonomic and geographic Reference. 2 Bände. 3. Auflage. Johns Hopkins University Press, Baltimore MD 2005, ISBN 0-8018-8221-4.
10. ↑  
Alfredo Ximénez: Notas sobre el genero Cavia Pallas con la descripcion de Cavia magna sp. n. (Mammalia-Caviidae). Revista nordestina de biologia 3, 1980, S. 145–179.
11. ↑  
Jorge José Cherem, José Olimpio, Alfredo Ximénez: Descrição de uma nova espécie do gênero Cavia Pallas, 1766 (Mammalia - Caviidae) das Ilhas dos Moleques do Sul, Santa Catarina, Sul do Brasil. Biotemas 12 (1), 1999. (Volltext)
12. ↑  
Cavia magna in der Roten Liste gefährdeter Arten der IUCN 2022. Eingestellt von: E. Gonzales, 2016. Abgerufen am 29. August 2022.